# Tvindefossen
Tvindefossen je kaskádovitý vodopád s celkovou výškou přibližně 110 metrů. Nejdelší stupeň vodopádu je asi 85 metrů vysoký.
Tvindefossen se nachází na Evropské trase E16 mezi městy Voss a Stalheim v kraji Vestland na západě Norska.